# Populorum progressio
Populorum progressio est une encyclique sur le développement humain et la notion chrétienne de progrès donnée par le pape Paul VI en 1967. Lors du 50e anniversaire de l'encyclique, le pape François a rappelé que les précisions de Paul VI sur le développement intégral avaient amorcé la création du nouveau Dicastère pour le service du développement humain intégral en 2016.

## Plan de l'encyclique
- Introduction : La question sociale est aujourd'hui mondiale

- Première partie : Pour un développement intégral de l'homme

- Deuxième partie : vers le développement solidaire de l'humanité